# William Desmond Taylor
William Desmond Taylor (Carlow, 26 april 1872 - Los Angeles, 1 februari 1922), geboren als William Cunningham Deane-Tanner, was een Amerikaans filmregisseur, acteur en producer, afkomstig uit Ierland.

## Carrière
Taylor werd geboren in Ierland, maar verhuisde in 1890 naar de Verenigde Staten met een zeilboot. Voordat hij op 7 december 1901 trouwde met Ethel May Harrison, probeerde hij een carrière als acteur te krijgen.
Harrisons vader stond Taylor financieel bij en zorgde ervoor dat hij een baan kreeg. In 1908 verliet hij op een abrupte manier zijn vrouw en kind. De familie ging ervan uit dat hij dit deed door zijn afasie.
Nadat hij de naam "William Desmond Taylor" aangenomen had, ging hij in 1912 naar Hollywood. Voordat hij zijn regiedebuut maakte met The Awakening (1914), was hij er werkzaam als acteur. Taylor groeide al snel uit tot een befaamde regisseur en werd een officier van de British Army.
Taylor was de oprichter van de Motion Picture Directors Association en regisseerde acteurs en actrices die in die tijd bekend waren, onder wie Mary Pickford, Wallace Reid, Dustin Farnum en Mary Miles Minter.

## Dood en moordzaak
Desmond stierf plotseling op de ochtend van 1 februari 1922. Zijn lichaam werd gevonden in zijn bungalow op de Alvarado Court Apartments in Los Angeles. Vijf dagen na zijn dood werd Mary Minter geïnterviewd. Zij vertelde dat een week voor zijn dood regisseur Marshall Neilan gezegd had dat Taylor erop achteruit ging op sociaal gebied.
De pers en politie hebben uiteindelijk tientallen verdachten ondervraagd. Enkele van dezen staan hieronder.

### Edward Sands
Sands werd al eerder veroordeeld voor verduistering, vervalsing en een desertie van het Amerikaanse leger. Hij had meerdere namen en sprak met een cockney accent. Hij was werkzaam als hotelbediende en als kok van Taylor, totdat die hem, zeven maanden voor zijn dood, ontsloeg. Terwijl Taylor op vakantie was in Europa, had Sands zijn rekeningen vervalst en vandalisme gepleegd op zijn automobiel. Later brak hij in Taylors bungalow in, waarbij hij sporen achterliet. Na de dood van Taylor heeft niemand ooit nog iets van Sands vernomen.

### Henry Peavey
Peavey was de Afrikaans-Amerikaanse vervanger van Sands die het lichaam van Taylor heeft gevonden. Peavey was een analfabeet en biseksueel. Hij werd eerder gearresteerd vanwege afdwaling en openbare seksuele handelingen met minderjarige jongens. Peavey stierf in 1931. Hij heeft na de dood van Taylor zelf stug volgehouden dat Mabel Normand de dader was.

### Mabel Normand

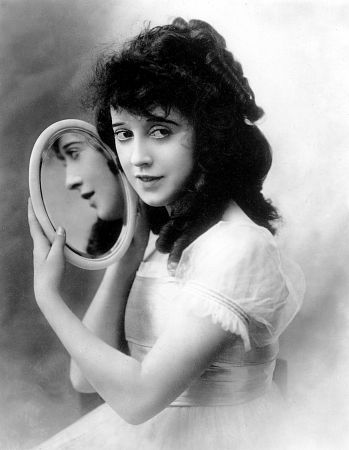
Mabel Normand

Normand was een populaire comédienne en een goede vriendin van Taylor. Ze zouden een affaire hebben gehad. Normand was de laatste die Taylor levend zag en ze verliet zijn huis op de ochtend van 1 februari 1922 in een vrolijke bui, ondanks een ruzie die ze een nacht eerder met hem had. Verscheidene schrijvers en ook de politie hebben haar nooit als een serieuze verdachte gezien. Dit was niet Normands eerste schandaal. Het was bekend dat ze last had van een drugsverslaving, hetgeen niet geaccepteerd werd in die tijd. Daarnaast schoot haar chauffeur een man neer waar ze een relatie mee had. Al deze schandalen belemmerde haar carrière en populariteit. Uiteindelijk stierf ze in 1930 aan tuberculose.

### Faith Cole MacLean
Een minder bekende verdachte is Faith Cole MacLean, de vrouw van acteur Douglas MacLean en buurvrouw van Taylor. Ze werden de avond voor zijn dood opgeschrokken door een hard geluid. Ze besloot bij hem aan te bellen en werd abrupt gepasseerd door een onbekend persoon, van wie ze later zei dat ze dacht dat het een dief was. Tegen de politie vertelde ze dat ze het idee kreeg dat het een vrouw was die zich vermomde als een man.

### Charles Eyton
Eyton was de manager van Paramount Pictures. Verscheidene bronnen vertellen dat enkele uren na de dood van Taylor, Eyton in beeld stapte. Hij zou met andere werknemers van Paramount zijn huis zijn binnengestapt en voorwerpen hebben meegenomen. Dit deed hij voordat de politie kwam. Het is niet bekend of hij toestemming had van de politie om dit te doen.

### Mary Miles Minter

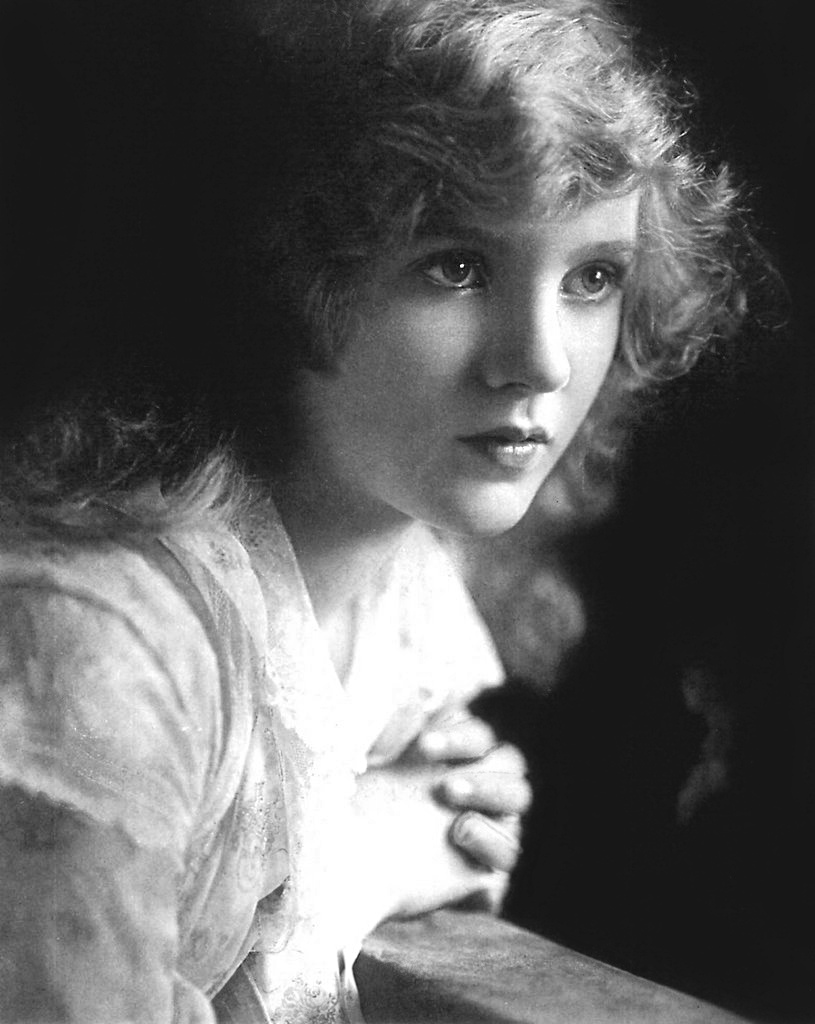
Minter

Minter was een bekende actrice en populaire tieneridool wier carrière voornamelijk te danken is aan Taylor. Ze was op jonge leeftijd verlaten door haar vader en was slechts een half jaar ouder dan Ethel Daisy Deane-Tanner, de dochter die Taylor verliet in New York. Gecodeerde brieven die in Taylors huis zijn gevonden, wekken de indruk dat Minter en Taylor een affaire zouden hebben gehad. Minter was 19 jaar toen Taylor op 49-jarige leeftijd stierf. Ze zouden hun affaire zijn begonnen toen Minter slechts 17 jaar oud was. Niet lang na het schandaal werd Minter door Paramount ontslagen. Ondanks veel aanbiedingen te hebben gekregen, besloot ze met pensioen te gaan en leidde ze sindsdien een teruggetrokken bestaan.

### Charlotte Shelby
Shelby was Minters moeder die volledige controle had over de carrière van haar dochter, ondanks persoonlijke conflicten. Ze staat er om bekend veel leugens tegen de politie te hebben verteld over de moordzaak en de affaire tussen Minter en Taylor. Bronnen vertellen dat Shelby een pistool had die dezelfde kogels afvuren, waarmee Taylor werd gedood. Nadat dit bekend was gemaakt, zou ze de pistool in een rivier hebben gegooid. Shelby's andere dochter Margaret Shelby beschuldigde haar moeder in 1938 publiekelijk van de moord. Shelby was een van de hoofdverdachten, maar werd nooit veroordeeld.

### Margaret Gibsonsbekentenis
Gibson was een actrice die met Taylor in zijn beginjaren in Hollywood samenwerkte. In 1917 werd ze aangeklaagd voor prostitutie. Ook al werd ze vrijgesproken, was het toch een schandaal. Ze veranderde haar naam dan ook naar Patricia Palmer. In 1923 werd ze gearresteerd en moest ze de gevangenis in, omdat ze aangeklaagd werd voor afpersing.
Gibson was 27 jaar oud toen Taylor overleed. Ze was nooit een verdachte en kreeg vlak na zijn dood een contract bij Famous Players-Lasky. In 1934 vluchtte ze, zoals ze het zelf noemde, weg van de Verenigde Staten. Ze keerde echter weer terug in 1940 vanwege medische redenen.
In 1999 werd bekend dat Gibson op haar sterfbed verteld had Taylor te hebben neergeschoten en vermoord. Ze bekende ook andere zaken, die de getuige naar eigen zeggen niet begreep.
Desondanks staat de zaak tot op het heden nog steeds open.

## Filmografie
Taylors filmografie als regisseur:
| - Mrs. Carter's Campaign (1913) - The Step Brothers (1913) - The Son of Thomas Gray (1914) - The Crucible (1914) - A Story of Little Italy (1914) - The Smouldering Spark (1914) - A Soul Astray (1914) - The Song of the Sea Shell (1914) - Lola (1914) - The Criminal Code (1914) - The Awakening (1914) - Billy's Rival (1914) - The Judge's Wife (1914) - Sweet and Low (1914) - When the Road Parts (1914) - A Slice of Life (1914) - The Beggar Child (1914) - Brass Buttons (1914) - Tricks of Fate (1915) - Peggy Lynn, Burgler (1915) - The Last Chapter (1915) - An Eye for an Eye (1915) - The High Hand (1915) - The Diamond from the Sky (1915) - The Lonesome Heart (1915) - The Soul of the Vase (1915) - A Woman Scorned (1915) - He Fell in Love with His Wife (1916) - Ben Blair (1916) - The Heart of Paula (1916) - Pasquale (1916) - The American Beauty (1916) - Davy Crockett (1916) - The Parson of Panamint (1916) | - The House of Lies (1916) - Her Father's Son (1916) - Redeeming Love (1916) - Happiness of Three Women (1917) - Out of the Wreck (1917) - The World Apart (1917) - Big Timber (1917) - The Varmint (1917) - North of Fifty-Three (1917) - Jack and Jill (1917) - Tom Sawyer (1917) - The Spirit of '17 (1918) - Huck and Tom (1918) - His Majesty, Bunker Bean (1918) - Up the Road with Sallie (1918) - Mile-a-Minute Kendall (1918) - How Could You, Jean? (1918) - Johanna Enlists (1918) - Captain Kidd, Jr. (1919) - Anne of Green Gables (1919) - Huckleberry Finn (1920) - Judy of Rogue's Harbor (1920) - Nurse Marjorie (1920) - Jenny Be Good (1920) - The Soul of Youth (1920) - The Furnace (1920) - The Witching Hour (1921) - Sacred and Profane Love (1921) - Wealth (1921) - Beyond (1921) - Morals (1921) - The Green Temptation (1922) - The Top of New York (1922) |

- Bibliothèque nationale de France: cb146493268 (data)
- Gemeinsame Normdatei: 12966085X
- International Standard Name Identifier: 0000 0000 7319 9621
- Library of Congress Control Number: n84100300
- Nationale Bibliotheek van Israël: 987007315072405171
- Nederlandse Thesaurus van Auteursnamen: 073044482
- Système universitaire de documentation: 195652851
- Virtual International Authority File: 62634283
- WorldCat: E39PCjB7HkgfW6Rj6DmtfW7QWP